# Moralismo legal
Moralismo legal, doctrina (defendida en este siglo, por ejemplo, por Lord Patrick Devin) según la cual la ley puede ser propiamente empleada para reforzar la moral, incluyendo, especialmente, la «moral sexual». Los críticos contemporáneos de estos puntos de vista (por ejemplo, H. L. A. Hart) desarrollan el argumento presentado por Mill según el cual la ley sólo debería servir para prevenir un mal a terceras personas.